# Alfonso Lucifero
Il marchese Alfonso Lucifero di Aprigliano (Crotone, 12 agosto 1853 – Roma, 17 giugno 1925) è stato un nobile, politico e scrittore italiano.

## Biografia
Era figlio del marchese e sindaco crotonese Antonio Lucifero e di Teresa Capocchiano, nonché fratello di Armando, poeta e scrittore, e Alfredo, capitano di vascello.
Fu deputato al Parlamento per il collegio di Cotrone per varie legislature e fu segretario dell'ufficio di presidenza della Camera per circa quindici anni. Presentò un indirizzo rivolto dal Parlamento italiano al sovrano Vittorio Emanuele III ed Elena di Savoia, quando salirono al trono.
Fu sottosegretario alla pubblica istruzione nel secondo governo Sonnino.
Pubblicò anche alcune opere letterarie.

## Curiosità
- Il figlio Roberto, avuto dal matrimonio con Elena Cloan-Spyer, fu anche lui un deputato, eletto nell'Assemblea Costituente, al Senato e infine alla Camera.
- Un istituto tecnico commerciale della città natale è intitolato al suo nome[1].

## Opere
- Ulrico, poemetto in cinque atti molto apprezzato da Nicolò Tommaseo;
- Armonie e dissonanze, versi;
- Stonature, poesie;
- Una conferenza su Dante;
- Molti discorsi politici.

### Opere inedite
- Sospiri e fremiti, liriche
- Adalgisa, novella poetica
- Arrighetta, poemetto
- Abner, tragedia biblica
- Elio Seiano, tragedia
- Torquato Tasso, poema drammatico